# Maurizio Crozza
Maurizio Crozza (Genova, 5 dicembre 1959) è un comico, imitatore, conduttore televisivo  ed attore italiano.
Ha esordito in televisione con il gruppo comico genovese Broncoviz, in Rai, e ha successivamente lavorato per diversi anni anche a Mediaset con il trio comico Gialappa's Band diventando uno dei volti del noto programma comico Mai dire Gol. È stato uno dei volti principali di LA7: tra le sue trasmissioni televisive Crozza Italia, Crozza Alive, Italialand, Crozza nel Paese delle Meraviglie, Fratelli di Crozza e le copertine di Ballarò, Dimartedì, Che tempo che fa e Sono le venti.

## Biografia
Nato a Genova nel quartiere di Borgoratti, primogenito di 4 figli, si diploma nel 1983 alla Scuola di recitazione del Teatro Stabile di Genova sotto la guida, tra gli altri, di  Michele De Marchi. Il suo primo approccio è con il teatro classico dove lavora con i registi Egisto Marcucci, William Gaskill e Marco Sciaccaluga. Prosegue la sua carriera con il Teatro dell'Archivolto di Genova dove forma il gruppo cabarettista genovese Broncoviz, di cui facevano parte anche gli attori Ugo Dighero, Marcello Cesena, Mauro Pirovano e Carla Signoris.

### Carriera

Maurizio Crozza, al centro, nel programma Avanzi con i Broncoviz. Alla sua destra la moglie Carla Signoris e alla sua sinistra Mauro Pirovano

Inizia in televisione in programmi satirici come Avanzi e Tunnel, nella trasmissione Hollywood Party nel 1995 nei quali partecipa assieme al suo gruppo. Dopo lo scioglimento nel 1996, arriva la vera popolarità sulle reti Mediaset nel programma Mai dire gol della Gialappa's Band: vi partecipa in veste di imitatore per quattro edizioni dal 1996 al 2000.
Dopo un piccolo ruolo nel film L'angelo con la pistola di Damiano Damiani (1992), l'esordio — significativo — come attore cinematografico è del 1993, con l'interpretazione di Sandro Pertini nel film Ci sarà un giorno (Il giovane Pertini) di Franco Rossi, che racconta la vita del futuro Presidente della Repubblica nel quinquennio 1925-1930; prodotto dalla Rai, è stato trasmesso solo nel 2010 a causa dell'opposizione della vedova Carla Voltolina. Nel 1995 è co-protagonista nel film Peggio di così si muore di Marcello Cesena a cui fa seguito, nel 1999, Tutti gli uomini del deficiente, di Paolo Costella da un soggetto della Gialappa's Band. Dopo le quattro stagioni di successo in Mediaset, nel 2001 è tornato in Rai. Le stagioni dal 2001 al 2004 vedono Crozza come comico e trasformista di punta nelle trasmissioni Quelli che... il calcio e La grande notte del lunedì sera, presentate entrambe da Simona Ventura.
Nel 2002 appare nella sesta e ultima puntata di Stasera pago io... in euro, programma televisivo condotto da Fiorello su Rai 1. Dopo due anni guadagnerà lo stesso ruolo sul palco di Sanremo, nel festival di Tony Renis. Nel 2005 ritorna al teatro con il monologo Ognuno è libero, nel quale dimostra le sue capacità di imitatore e comico. Lo stesso anno Adriano Celentano lo vuole nel suo programma Rockpolitik. Il 25 aprile 2006 esordisce come show man a LA7 con Crozza Italia, del quale è anche autore.
Dal 2007 al 2014 cura stabilmente la copertina del programma Ballarò su Rai 3. Nel giugno 2009 il suo show, che sarebbe dovuto ripartire nell'autunno dello stesso anno, viene rimandato a dicembre e ridotto da 10 a 2 puntate, mentre l'anno dopo ritorna dal 25 giugno 2010 col titolo Crozza Alive. Il 20 maggio 2011 Crozza riparte su La7, col programma di satira Italialand. Il 21 ottobre 2011 riprende il suo show con il titolo Italialand - Nuove Attrazioni, in onda per dieci settimane al venerdì sera. Nel 2012 torna su La7 con il nuovo programma del venerdì sera Crozza nel Paese delle Meraviglie. Il 12 febbraio 2013 partecipa come ospite alla prima serata del Festival di Sanremo, condotto da Fabio Fazio, venendo contestato da alcuni spettatori.
Il 17 ottobre 2013 Urbano Cairo, nuovo proprietario di LA7, annuncia, in una conferenza stampa a Milano, il rinnovo del contratto del comico genovese per tre anni in esclusiva totale, esclusi gli impegni già in corso di Crozza. Il 18 ottobre 2013 torna in TV con la seconda edizione di Crozza nel Paese delle Meraviglie. Il 22 febbraio 2014 è nuovamente ospite del Festival di Sanremo condotto sempre da Fabio Fazio. La puntata del 9 maggio 2014 di Crozza nel Paese delle Meraviglie è stata la puntata numero 100 dei suoi programmi su LA7 dal 2006. Dal 2014 al 2017 ha inoltre curato la copertina del programma televisivo Dimartedì condotto da Giovanni Floris su LA7.
Dal 1º gennaio 2017 Crozza lascia La7 per spostarsi sul Nove. Termina così anche la duratura collaborazione con Floris che durava sin dai tempi di Ballarò. A febbraio torna al Festival di Sanremo proponendo per quattro sere la sua copertina in collegamento da Milano e nella quinta un'esibizione sul palco dell'Ariston, dove imita uno dei suoi personaggi più famosi, il senatore italiano Antonio Razzi. Il 3 marzo parte il nuovo programma, sul Nove, Fratelli di Crozza. Il 24 settembre 2017 Fabio Fazio, conduttore di Che tempo che fa in onda su Rai 1, annuncia la presenza del comico genovese nell'edizione in seconda serata di Che tempo che fa: Che fuori tempo che fa, in onda il lunedì dove cura la copertina del programma.

## Vita privata
Dal 1992 è sposato con l'attrice Carla Signoris, da cui ha avuto due figli, Giovanni e Pietro. I due sono apparsi nell'edizione 2010 di Crozza Alive in diversi sketch; Giovanni è poi diventato attore recitando in diverse serie TV come Masantonio - Sezione scomparsi, Fedeltà, Il grande gioco e Mameli - Il ragazzo che sognò l'Italia.
È tifoso della Sampdoria.

## Controversie
- Nel novembre 2005 Crozza è stato criticato dal quotidiano Avvenire nonché da esponenti del mondo cattolico[18] a causa della sua imitazione di Papa Benedetto XVI all'interno della sua trasmissione Crozza Italia.

- L'8 febbraio 2012 il sito Kataweb,[19] insieme a tanti altri media di informazione, riporta l'argomento più discusso quel giorno su Twitter: l'hashtag #copiaeincrozza. Secondo gli utenti del social network, istigati dal deputato PD Andrea Sarubbi, Crozza avrebbe copiato tre battute del suo monologo di martedì 7 febbraio a Ballarò da Twitter.[20] Crozza replica il giorno stesso alle accuse di plagio con una lettera ironica al Corriere della Sera in cui scrive, fra l'altro: «Lo confesso: è tutto vero. Sono trent'anni che io lavoro copiando dalla rete. Anche quando la rete non esisteva, io la copiavo. A scuola ho sempre copiato da Twitter. Anche questo comunicato non è mio: l'ho appena trovato su Twitter».[21] Nei giorni seguenti prendono le difese del comico i giornalisti de la Repubblica Michele Serra ("Una buona parte delle battute comiche è "res nullius" 'cosa di nessuno', come i pesci del mare. Nascono da un mix inestricabile di tradizione popolare, motti di spirito orecchiati, meccanismi comici riadattati, limati, modificati, rovesciati. Ciò che fa poi la differenza è il loro uso, il contesto nel quale vengono inserite, e soprattutto la maniera di dirle, che è poi il succo dell'arte comica") e Stefano Bartezzaghi ("Le frasi si possono rubare, l'importante è dirle bene"),[22] mentre Riccardo Bocca de l'Espresso lo rimprovera ("Gentile Maurizio C., le eventualmente sgraffignate battute non facevano affatto ridere. Molto meglio, a colpi di labor limae, sprecare ore e ore per partorirne altre. Sennò non si capisce perché dovrebbero pagarlo, il suo teatrino satirico").[23] Uno degli autori di Crozza, Federico Taddia, con una mail al quotidiano La Stampa definisce il caso «fastidioso e gonfiato» e spiega che «la stessa realtà può dare battute simili» e che «artisti di questo livello non hanno bisogno di copiare».[24] Un altro autore di Crozza, Stefano Andreoli, fondatore del blog satirico Spinoza.it, giudica negativamente il modo in cui il fatto è stato presentato: "Anziché porre l'interrogativo 'Crozza ha copiato o non ha copiato?' si è detto 'Posto che Crozza ha copiato, ha fatto bene o ha fatto male?'. Così una calunnia diventa presupposto assodato, specie per giornalisti disattenti o poco inclini ad approfondire la questione (o disonesti, aggiungo). E non fai in tempo a cercare di chiarire che il titolone si è già allargato a macchia d'olio. E mi stupisce che una questione così inconsistente sia arrivata sui giornali e in tv, segno che c'è qualcuno da quelle parti che ha interesse ad alimentarla".[25]

- Durante la sua partecipazione al Festival di Sanremo 2013 Crozza ha inoltre subito una contestazione dalla platea, mentre esordiva con la sua imitazione di Silvio Berlusconi. Il conduttore Fabio Fazio è poi intervenuto per permettergli di riprendere la sua esibizione, che comprendeva anche le imitazioni di Pier Luigi Bersani, Antonio Ingroia e Luca Cordero di Montezemolo,[26][27][28] quest'ultima rimasta però incompiuta.[29] Il quotidiano Libero ha poi polemizzato sulla reazione di Crozza alla contestazione di cui fu bersaglio.[27] Il critico Aldo Grasso ha commentato sul Corriere della Sera: "Crozza è un attore, non un improvvisatore".[30] Sempre su Libero Filippo Facci si disse d'accordo con Grasso ma criticò l'incapacità del comico a fronteggiare la situazione con la presenza di spirito che a suo parere ci si dovrebbe aspettare da un monologhista satirico del suo calibro.[28] Sempre in occasione di Sanremo 2013, fu contestato a Crozza l'autoplagio di monologhi e battute già usati in precedenti programmi televisivi, a fronte dell'ingente cachet[31] (circa 400.000 euro[32]).

- Nell'estate 2013, alla scadenza del suo contratto con LA7, si parla di un possibile approdo di Crozza su Rai Uno con un nuovo one man show.[33] Tuttavia le polemiche derivate dall'alto compenso richiesto dal comico, circa 5 milioni di euro per tre anni, fanno sfumare la trattativa con la Rai.[34]

## Influenza culturale
Il giornalista Jacopo Iacoboni de La Stampa ha coniato il neologismo "crozzismo" per descrivere il fenomeno di quei politici che, imitati da Crozza, reagiscono alla satira facendo proprie le caricature e le battute che essa propone, fino a darne un peso eccessivo, quasi in grado di condizionare o meno l'elettorato. Vengono citati come casi emblematici la citazione di Pier Luigi Bersani delle battute della sua imitazione di Crozza durante la campagna elettorale delle amministrative 2011, le polemiche di Berlusconi che lo accusò di essere uno dei responsabili della sua sconfitta ai referendum, la lettera di Di Pietro dopo un monologo del comico nel novembre 2012, il titolo del libro (Ragioniamoci sopra, 2021) scritto dal governatore della Regione Veneto Zaia.

## Personaggi imitati e inventati
- Andrea Agnelli
- Manuel Agnelli
- Maria Elisabetta Alberti Casellati
- José Altafini
- Giuliano Amato
- Mariano Apicella
- Domenico Arcuri
- Lucia Azzolina
- Stefano Bandecchi
- Antonio Banderas
- Joe Bastianich
- Giovanni Angelo Becciu
- Teresa Bellanova
- Maurizio Belpietro
- Luciano Benetton
- Marina Berlusconi
- Silvio Berlusconi
- Pier Luigi Bersani
- Patrizio Bianchi
- Bibendus
- Joe Biden
- Mattia Binotto
- Aldo Biscardi
- Stefano Bonaccini
- Alessandro Borghese
- Miguel Bosé
- Umberto Bossi
- Giovanna Botteri
- Angelo Branduardi
- Flavio Briatore
- Renato Brunetta
- Claudio Burlando
- George W. Bush
- Rocco Buttiglione
- Massimo Cacciari
- Urbano Cairo
- Roberto Calderoli
- Carlo Calenda
- Susanna Camusso
- Annamaria Cancellieri
- Antonino Cannavacciuolo
- Candido Cannavò
- Carlo III del Regno Unito
- Gianroberto Casaleggio
- Beppe Caschetto
- Luigi Cesaro
- Roberto Cingolani
- Monica Cirinnà
- Bill Clinton
- Fulvio Collovati
- Antonio Conte
- Giuseppe Conte
- Tim Cook (Iothin Cook)
- Luca Cordero di Montezemolo
- Don Vito Corleone
- Mauro Corona
- Serse Cosmi
- Saverio Cotticelli
- Vito Crimi
- Andrea Crisanti
- Rosario Crocetta
- Brunello Cucinelli
- Gianni Cuperlo
- Piercamillo Davigo
- Carlo De Benedetti
- Vincenzo De Luca
- Diego Della Valle
- Alessandro Di Battista
- Luigi Di Maio
- Domenico Dolce
- Plácido Domingo
- Mario Draghi
- Ennio Doris
- Elio
- Michele Emiliano
- Guglielmo Epifani
- Giovanbattista Fazzolari
- Valeria Fedeli
- Vittorio Feltri
- Massimo Ferrero
- Tiziano Ferro
- Francesco Paolo Figliuolo
- Raffaele Fitto
- Giovanni Floris
- Attilio Fontana
- Lorenzo Fontana
- Alberto Forchielli
- Roberto Formigoni
- Carlo Freccero
- Alan Friedman
- Gianfranco Frugnaro
- Massimiliano Fuksas (Fuffas)
- Umberto Galimberti
- Stefano Gabbana
- Giulio Gallera
- Massimo Galli
- Maurizio Gasparri
- Marcello Gemmato
- Genny 'a carogna
- Paolo Gentiloni
- Niccolò Ghedini
- Roberto Giacobbo
- Andrea Giambruno
- Cristiano Giuntoli
- Giorgio Gori
- Bianca Laura Granato
- Pietro Grasso
- Beppe Grillo
- Roberto Gualtieri
- Francesco Guccini
- François Hollande
- Antonio Ingroia
- Steve Jobs
- Elton John
- Jovanotti
- Gipsy Kings
- Cécile Kyenge
- Ignazio La Russa
- Maurizio Landini
- Roberto Laurenzi
- Leognez
- Enrico Letta
- Gianni Letta
- Franco Locatelli
- Francesco Lollobrigida
- Guido Longo
- Raffaello Lupi
- Edward Luttwak
- Roberto Mancini
- Maurizio Mannoni (Mannoioni)
- Alfio Marchini
- Sergio Marchionne
- Ignazio Marino
- Roberto Maroni
- Gigi Marzullo
- Frank Matano
- Sergio Mattarella
- Giorgia Meloni
- Enrico Mentana
- Angela Merkel
- Enrico Michetti
- Mika
- Marco Minniti
- Luc Montagnier
- Mario Monti
- Pierre Moscovici
- José Mourinho
- Napalm 51
- Giorgio Napolitano
- Carlo Nordio
- Giulio Orlandini
- Alessandro Orsini
- Pier Carlo Padoan
- Nando Pagnoncelli
- Marco Pannella
- Gino Paoli
- Papa Benedetto XVI
- Papa Francesco
- Arturo Parisi
- Giorgio Parisi
- Matteo Piantedosi
- Simone Pillon
- Giuliano Pisapia
- Irene Pivetti
- Giuliano Poletti
- Romano Prodi
- Edi Rama
- Fabio Rampelli
- Federico Rampini
- Antonio Razzi
- Massimo Recalcati
- Red Ronnie
- Matteo Renzi
- Valentino Rossi
- Vasco Rossi
- Gianfranco Rotondi
- Carlo Rovelli
- Arrigo Sacchi
- Giuseppe Sala
- Matteo Salvini
- Simone Salvini (Germidi Soia)
- Gennaro Sangiuliano
- Roberto Saviano
- Emanuele Filiberto di Savoia
- Eugenio Scalfari
- Francesco Schettino
- Mimmo Scialla
- Mario Sechi
- Pietro Senaldi
- Beppe Severgnini
- Jannik Sinner
- Skin
- Paolo Sorrentino (Sonlentino)
- Roberto Speranza
- Giuseppe Spinelli
- Nino Spirlì
- Sting
- Suora nana che fuma
- Carlo Tavecchio
- Thar
- Danilo Toninelli
- Oliviero Toscani
- Flavio Tosi
- Giovanni Toti
- Giulio Tremonti
- Giovanni Tria
- Donald Trump
- Roberto Vannacci
- Frédéric Vasseur
- Walter Veltroni
- Nichi Vendola
- Mara Venier
- Gian Piero Ventura
- Denis Verdini
- Bruno Vespa
- Sergio Vessicchio
- Il Volo
- Ursula von der Leyen
- Bono Vox
- Bruce Willis
- Gustavo Zagrebelsky
- Alberto Zangrillo
- Luca Zaia
- Volodymyr Zelens'kyj
- Antonino Zichichi
- Nicola Zingaretti
- Giuseppe Zuccatelli

## Filmografia

### Attore

#### Cinema
- L'angelo con la pistola, regia di Damiano Damiani (1992)
- Peggio di così si muore, regia di Marcello Cesena (1995)
- Consigli per gli acquisti, regia di Sandro Baldoni (1997)
- Tutti gli uomini del deficiente, regia di Paolo Costella (1999)

#### Televisione
- Der lange Sommer, regia di Jochen Richter – film TV (1989)
- Ci sarà un giorno - Il giovane Pertini, regia di Franco Rossi – film TV (1993)
- Bel gesto II, segmento di Nei secoli dei secoli, regia di Marcello Cesena – film TV (1997)
- Mamma per caso, regia di Sergio Martino – miniserie TV (1997)
- Tutti gli uomini sono uguali, regia di Alessandro Capone – miniserie TV (1997)

### Doppiatore
- B.E.N. ne Il pianeta del tesoro

## Programmi televisivi
- Avanzi (Rai 3, 1991-1993)[36]
- Tunnel (Rai 3, 1994-1995)[36]
- Hollywood Party (Rai 3, 1996)[36]
- Mai dire Gol (Italia 1, 1998-2001)
- Mai dire Maik (Italia 1, 2000)
- Quelli che il calcio (Rai 2, 2001-2004)
- La grande notte del lunedì sera (Rai 2, 2002-2003)
- Festival di Sanremo (Rai 1, 2004, 2017[37])
- Rockpolitik (Rai 1, 2005)
- Crozza Italia (LA7, 2006-2009)
- Ballarò (Rai 3, 2007-2014)[37]
- Crozza Alive (LA7, 2010)
- Italialand, Italialand - Nuove attrazioni, Fardelli di Italialand (LA7, 2011-2012)
- Crozza nel Paese delle Meraviglie (LA7, 2012-2016)
- diMartedì (LA7, 2014-2016)[37]
- Fratelli di Crozza (Nove, dal 2017)
- Il diario di Papa Francesco, (TV2000, 2017)[37]
- Che fuori tempo che fa (Rai 1, 2017-2019)[37]

## Pubblicità
- Sottaceti "Polli" (1985)
- Lavazza (2016-2019)[senza fonte]

## Opere
- Maurizio Crozza, Buonasera onorevole. Tre anni di incontri quasi ravvicinati, Milano, Rizzoli, 2009, ISBN 978-88-17-03743-3.